# Maasafvoerverdrag
Het Maasafvoerverdrag, voluit het verdrag tussen het Koninkrijk der Nederlanden en het Vlaams Gewest inzake de afvoer van het water van de Maas, trad op 1 juli 1996 in werking. Het verdrag bepaalt hoe bij lage afvoer van de Maas, het water over Vlaanderen en Nederland verdeeld wordt. Daarnaast heeft het verdrag bepalingen over de doorvoer van Maaswater tussen de partijen, over besparing van water, over monitoring, over onderzoek over en beheer van de Grensmaas (Gemeenschappelijke Maas) en over hoogwatervoorspelling.
De maasafvoer is in het verdrag gedefinieerd als de afvoer bij Sint Pieter plus de afvoer bij Kanne in het Albertkanaal, als gemiddelde per etmaal.

## Inhoud
Het verdrag maakt onderscheid in water voor Vlaams gebruik, voor Nederlands gebruik en voor de Grensmaas.
- Vlaams gebruik: het water naar het Albertkanaal in het Vlaams gewest en naar de Kempische kanalen
- Nederlands gebruik: het water naar het Julianakanaal en het water dat via Lozen over de Zuid-Willemsvaart naar Nederland gaat.

Het uitgangspunt is een gezamenlijke verantwoordelijkheid voor de Gemeenschappelijke Maas en een gelijk gebruik van water voor economische doeleinden.
Het verdrag geeft de volgende verdeling van het water aan:
- Bij een maasafvoer tussen 100 en 60 m³/s is het Vlaams en Nederlands gebruik maximaal 25 m³/s. De rest van het water gaat naar de Gemeenschappelijke Maas;
- Bij een maasafvoer tussen de 60 en 30 m³/s houden de partijen de voeding van de Gemeenschappelijke Maas op 10 m³/s. De rest van het water wordt gelijkelijk verdeeld.
- Bij een maasafvoer onder de 30 m³/s worden de drie onderdelen (Vlaams gebruik, Nederlands gebruik en Gemeenschappelijke Maas) gelijkelijk gekort.

De Partijen meten de afvoer ten minste ter hoogte van Kanne (Albertkanaal), Maastricht (Maas te St. Pieter), Maastricht (Zuid-Willemsvaart aan de grens), Maastricht (Maas te Borgharen), Lommel (Kanaal Bocholt–Herentals), Lozen (Zuid-Willemsvaart aan de grens) en Bunde (Julianakanaal).
De waterverdeling ziet er ongeveer als volgt uit bij diverse maasafvoeren (getallen in m³/s):

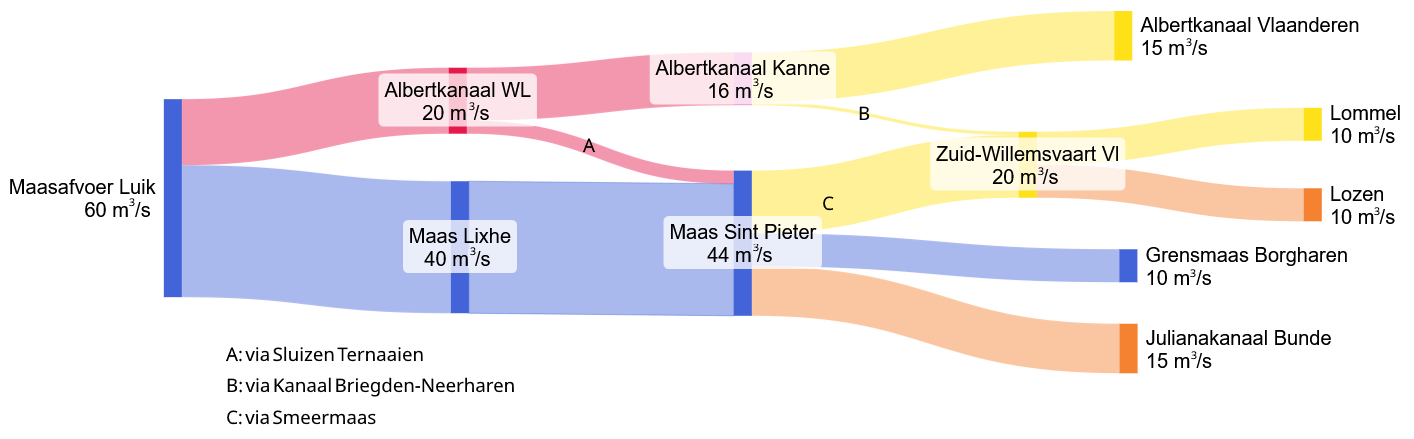
De verdeling van het water bij een maasafvoer van 60 m³/s

| Maasafvoer Luik | St. Pieter | Albert-kanaal | Juliana-kanaal | Grens-maas | Lozen | Lommel |
| --------------- | ---------- | ------------- | -------------- | ---------- | ----- | ------ |
| 100             | 84         | 16            | 15             | 50         | 10    | 10     |
| 80              | 64         | 16            | 15             | 30         | 10    | 10     |
| 60              | 44         | 16            | 15             | 10         | 10    | 10     |
| 40              | 30,1       | 9,9           | 9,5            | 10         | 5,5   | 6,1    |
| 30              | 25,1       | 4,9           | 5              | 10         | 5     | 6,1    |
| 20              | 16,3       | 3,7           | 4              | 6,7        | 2,7   | 4      |